# DeMoulas Super Markets
DeMoulas Super Markets, Inc. eller Market Basket er en amerikansk supermarkedskæde med 88 butikker i New Hampshire, Massachusetts, Maine og Rhode Island og hovedkvarter i Tewksbury, Massachusetts.De har 25.000 ansatte.
I 1917, åbnede de græske emmigranter Athanasios ("Arthur") og Efrosini Demoulas, "DeMoulas Market", en købmandsbutik i Lowell, Massachusetts.